# Monash University
Monash University är Australiens största universitet, med cirka 55 000 studenter och grund- och forskarutbildning inom de flesta områden. Universitetet finns i Melbourne, men har även campus i Malaysia och Sydafrika, samt ett europeiskt centra i italienska Prato.
Monash University är medlem av Group of Eight, en australisk motsvarighet till Ivy League.